# Norsko na Letních olympijských hrách 1908
Norsko na Letních olympijských hrách 1908 v Londýně reprezentovalo 69 mužů. Nejmladším účastníkem byl Herman Bohne (17 let, 295 dní), nejstarším pak Olivius Skymoen (50 let, 213 dní). Reprezentanti vybojovali 8 medailí, z toho 2 zlaté, 3 stříbrné a 3 bronzové.

## Medailisté
| Medaile | Jméno | Sport                | Disciplína                          |
| ------- | --- | -------------------- | ----------------------------------- |
| Zlato   | Albert Helgerud | Sportovní střelba    | karabin 300 m jednotlivci, 3 pozice |
| Zlato   | Albert Helgerud Ole Sæther Gudbrand Skatteboe Olaf Sæter Jul Braathe Einar Liberg | Sportovní střelba    | karabin 300 m družstvo, 3 pozice    |
| Stříbro | Arthur Amundsen Carl-Albert Andersen Otto Authén Herman Bohne Trygve Bøyesen Oskar Bye Conrad Carlsrud Sverre Grøner Harald Halvorsen Harald Hansen Peter Hol Eugen Ingebretsen Ole Iversen Per Jespersen Sigurd Johannessen Nicolai Kiær Carl Klæth Thor Larsen Rolf Lefdahl Hans Lem Anders Moen Frithjof Olsen Paul Pedersen Carl Alfred Pedersen Sigvard Sivertsen John Skrataas Harald Smedvik Andreas Strand Christian Olaf Syvertsen Thomas Thorstensen | Sportovní gymnastika | víceboj – muži                      |
| Stříbro | Arne Halse | Atletika             | Muži hod oštěpem                    |
| Stříbro | Jacob Gundersen | Zápas                | volný styl v těžké váze             |
| Bronz   | Edvard Larsen | Atletika             | Muži trojskok                       |
| Bronz   | Arne Halse | Atletika             | Muži hod oštěpem volný způsob       |
| Bronz   | Ole Sæther | Sportovní střelba    | karabin 300 m jednotlivci, 3 pozice |